# 京华烟云 (2005年电视剧)
《京华烟云》，是据著名文學家林语堂提名诺贝尔文学奖的原著《京华烟云》而改编的44集电视连续剧。由中国中央电视台领衔制作并于2005年10月在中央電視台綜合頻道八點檔首播，由于本剧是赵薇自2001年的《情深深雨濛濛》四年之后首度回归电视荧屏，加上与1988年华视版《京华烟云》的对比，在2004年11月开拍之起就引起媒体和大众关注。最终本剧成为2005年度中国全国收视率总冠军。
2006年中国内地各大卫视在黄金时段重播本剧，再度引起轰动并取得收视佳绩。尤其是原本收视平平的四川卫视更是凭借重播《京华烟云》跃居全国15个中心城市省级卫视收视的第4位。
香港由美亞電視塔在2006年晚上10點播出，馬來西亞TV8在下午15:30播出。本劇亦在北美地區以中文對白配英文字幕的形式播出，片名為Moment in Peking，加拿大Omni-2晚上9點播出，美國八頻道24點播出、十八頻道晚上7點播出。本剧在泰国播出时被译作《烟云中的大家庭》。

## 播出時間及平台

### 首播
| 頻道                                                   | 所在地   | 播映日期       | 播出時間 |
| ------------------------------------------------------ | -------- | -------------- | -------- |
| CCTV-1                                                 | 中国大陆 | 2005年10月18日 | 20:00    |
| CCTV-8                                                 | 中国大陆 | 2005年12月     | 19:30    |
| CCTV-3                                                 | 中国大陆 | 2006年2月24日  | 09:05    |
| 东方卫视                                               | 中国大陆 | 2006年11月2日  | 19:45    |
| 四川卫视                                               | 中国大陆 | 2006年11月1日  | 19:45    |
| 天津卫视                                               | 中国大陆 | 2006年11月1日  | 13:30    |
| 浙江卫视                                               | 中国大陆 | 2006年11月1日  | 19:35    |
| 湖南卫视                                               | 中国大陆 | 2007年9月17日  | 12:30    |
| CCTV-12                                                | 中国大陆 | 2007年11月3日  | 23:30    |
| CCTV-14                                                | 中国大陆 | 2008年3月1日   | 13:30    |
| 旅游卫视                                               | 中国大陆 | 2010年11月15日 | 13:50    |
| 内蒙古卫视                                             | 中国大陆 | 2010年11月3日  | 08:50    |
| 新疆卫视                                               | 中国大陆 | 2011年1月3日   | 00:55    |
| 注：以上仅含央视频道及卫视的首次播出，不包括地面频道。 |          |                |          |
| 美亚                                                   | 香港     | 2006年6月15日  | 23:30    |
| 民視無線台                                             | 臺灣     | 2006年2月25日  | 22:00    |
| 亚洲综合台                                             | 臺灣     | 2012年3月28日  | 21:00    |
| 人間衛視                                               | 臺灣     | 2012年9月29日  | 20:00    |
| Astro 8TV                                              | 马来西亚 | 2006年5月      | 15:00    |
| TRUE有线电视台                                         | 泰國     | 2006年8月      | 19:00    |
| OMNI.2                                                 | 加拿大   | 2005年12月     | 21:00    |
| Channel [M]                                            | 加拿大   | 2006年12月8日  | 24:00    |
| 有线8频道                                              | 美国     | 2006年11月3日  | 24:00    |
| 有线18频道                                             | 美国     | 2006年10月     | 19:00    |
| 有线22频道                                             | 美国     | 2006年12月     | 11:00    |

## 故事大綱
曾家的大公子曾平亞﹙王亞楠飾﹚，染上傷寒。曾文伯﹙寇振海飾﹚和曾太太﹙潘虹飾﹚遍請名醫、無法治癒，曾太太愛子心切，想出了結婚冲喜的方法。然而，與平亞早有婚約的未婚妻--曼妮﹙孫寧飾﹚，卻遠在南方，遠水救不了近火！ 曾家的大公子平亞與曼妮、二公子襟亞﹙邵文飾﹚與牛素雲﹙胡可飾﹚，都早有婚約，三公子蓀亞﹙潘粵明飾﹚雖桀驁不馴不馴，但與姚家的二女兒莫愁﹙邱琦雯飾﹚也是一對歡喜冤家。
平亞狀況日益惡化，曾太太心急萬分，見姚木蘭﹙趙薇飾﹚對平亞照顧有加，於是提出請木蘭代替曼妮嫁給平亞的要求，但木蘭喜歡孔立夫﹙黃維德飾﹚，且曼妮與自己情同姐妹，所以拒絕。曾家對木蘭有救命之恩，曾太太更加看中木蘭的才華洋溢、秀外慧中，因此登門請求姚父姚母與木蘭同意婚事，木蘭不忍曾家二老痛苦，無奈答應冲喜結婚。
曾家想雙喜臨門，於是說服了牛家女兒素雲與襟亞同時完婚。正當眾人欣喜準備婚事，不料曼妮回來了！木蘭自然退出，要平亞娶心愛的曼妮為妻，曾太太見無法將木蘭娶進門，私心一起，欲將才女木蘭嫁給老三蓀亞，以圖家業延續。木蘭巧妙婉拒，成全妹妹莫愁與蓀亞一樁美事。誰知莫愁誤會蓀亞與女學生曹麗華﹙傅淼飾﹚關係親密，竟然賭氣逃婚。曾家的婚禮如期舉行，但莫愁逃婚的消息卻讓兩家亂成一團，木蘭見兩方父母難堪痛苦，做出終生後悔的決定：代妹出嫁！ 
婚禮那天，曾家一日三娶，好不熱鬧，但三個洞房卻風光各異，平亞和曼妮柔情捲捲，說不出的恩愛；襟亞被牛素雲來個下馬威，忍氣吞聲；蓀亞以為娶的是莫愁，酒醉一夜後才發現不對。 
這一錯便是終生的痛。莫愁因為姐姐嫁給蓀亞，記恨木蘭；牛素雲因為結婚的時候木蘭搶走她的風頭，處處和木蘭作對；蓀亞更是冷冰冰的，對此木蘭選擇全盤接受，還要在外面表現周到。心情鬱悶的蓀亞在女學生曹麗華的身上找到安慰，二人偷偷相愛。 
沖喜並沒有如期挽救平亞的生命，平亞不久去世，曾太太因此大病了一場！木蘭和蓀亞木已成舟，不管是否相愛，日子都要過下去！蓀亞與曹麗華的艱難相愛終於敗露，木蘭最先察覺，但為顧全大局，她並沒有聲張。木蘭的痛苦只有一個人可以傾訴，就是立夫。很自然地，她把立夫當成知己，立夫也經常安慰木蘭，面對正直善良上進的立夫，木蘭後悔當初的決定！
做為一個妻子，木蘭畢竟想拉蓀亞一把，這時哥哥迪非從英國學成歸國，為了解決蓀亞與曹麗華之間的問題，她提出讓蓀亞去英國留學的建議，曾家當然同意，但蓀亞卻不肯，他索性提出要帶曹麗華一起出國，這讓曾太太十分氣憤，木蘭拜託立夫與蓀亞同行，立夫顧及母親年歲已高婉拒，但說服蓀亞赴英。 
素雲終於懷孕，十分得意，趁機提出要分家產的要求，對襟亞更是頤指氣使，襟亞萬般忍讓，身陷痛苦的婚姻枷鎖。蓀亞輪船滯留香港，曾家只有曹麗華有他的聯絡地址，這是蓀亞給她留在曾家的一個保障。某夜桂姨﹙趙永馨飾﹚聽聞素雲仗著母憑子貴，早不將她放在眼裡，一時難忍絆倒素雲。
素雲流產，曾家震驚，桂姨將罪栽贓在曹麗華與她養的狗阿福身上，曾太太震怒，要安排曹麗華出嫁，木蘭不忍，趁夜放走曹麗華。蓀亞得知消息，放棄前往英國的船票，急忙趕回北京，找到曹麗華，瞞著眾人偷偷與她在外成家，生了兒子名叫博文，此事引起軒然大波，曾家上下鬧的不可開交。木蘭也徹底傷心失望，決定和蓀亞離婚，成全他和曹麗華。
然而就在木蘭準備離開曾家那天，曾家發生的事改變了一切！ 曹麗華心急兒子博文被曾太太帶走，前往曾家理論，爭執無效，曹麗華痛苦撞石而亡，蓀亞失去心愛的女人，一下子失魂落魄、神智不清。曾太太祈求木蘭不要離婚，木蘭無力拒絕，與立夫的感情再次錯過。在木蘭的精心照顧下，蓀亞漸漸恢復，而博文也激起木蘭心中的母愛，她和蓀亞的感情開始和諧。 
姚家因為買王府的事得罪牛家，也影響牛懷玉和莫愁之間的感情，牛家不同意牛懷玉追求莫愁，這也為日後牛家的敗落埋下的種子。牛家大公子牛同義想拆散牛懷玉和莫愁，竟然設計人強暴莫愁！莫愁悲憤出家。牛家的惡行激怒了木蘭，透過立夫的幫忙找到御使彈劾牛家，牛家的倒行逆施，激起了民憤，終於獲罪抄家，牛似道入獄，牛同義被處以極刑，莫愁受辱、家道敗落，使得牛懷玉至此性情大變。 
莫愁在木蘭、立夫還有蓀亞的關心下，漸漸重新獲得生活的勇氣，回到姚家，並且和立夫結了婚。而木蘭不久以後也生下了她和蓀亞的女兒：阿梅。京城局勢，已經亂得不可收拾！曾文伯也到了生命的盡頭，他死後， 曾太太病倒，曾家全靠木蘭獨立支撐。立夫亂世中遭牛家陷害，木蘭孤身犯險，冒著名節不保的危險救出了立夫，在牢裡，木蘭也向立夫表白了久久埋藏的感情。 
不久曾母也去世，臨終前把家交給木蘭。在曾母葬禮上木蘭看見了因為幫助日本人而被捕的素雲，按例素雲應被處死，木蘭、迪非給其改過自新的機會，素雲被釋，心中有所觸動。 
戰亂爆發，戰爭中，日軍慘絕人寰，曼娘保節自縊。姚思安雲遊歸來準備舉家遷南方投入抗戰。此時牛懷玉已經成為漢奸，為捉立夫，他以莫愁為誘餌，不料素雲從旁幫助，立夫脫險，但莫愁卻遭日軍及懷玉害死！面對日本鬼子的凶暴、牛懷玉幾近瘋狂的逼迫，姚思安為保護珍貴國寶，竟一把大火燒了王府，將自己與甲骨文與牛懷玉和日軍一同埋葬。

## 角色
| 角色   | 演員   |
| 姚思安 | 陈宝国 |
| 姚太太 | 赵奎娥 |
| 姚木兰 | 赵薇   |
| 姚迪非 | 吴健   |
| 姚莫愁 | 邱琦雯 |
| 黛芬   | 王晶   |
| 曾太太 | 潘虹   |
| 曾文伯 | 寇振海 |
| 曾平亚 | 王亚楠 |
| 孙曼妮 | 孙宁   |
| 曾襟亚 | 邵汶   |
| 曾荪亚 | 潘粤明 |
| 桂姨   | 赵永馨 |
| 牛似道 | 王刚   |
| 牛太太 | 李勤勤 |
| 牛同义 | 赵宁宇 |
| 牛素云 | 胡可   |
| 牛怀玉 | 向能   |
| 孔立夫 | 黄维德 |
| 孔母   | 黄爱玲 |
| 曹丽华 | 傅淼   |
| 暗香   | 李弈娴 |
| 红玉   | 唐笑笑 |
| 冯舅爷 | 李德旗 |
| 罗同   | 于谦   |
| 陈原   | 刘超   |
| 陈妈   | 王凯   |

### 其他演员
| 角色        | 演員           |
| 傅增湘      | 冯福生         |
| 卫 老       | 李迎旗         |
| 慧云师太    | 王丽媛         |
| 蒋太医      | 袁玉良         |
| 安大夫      | 严燕生         |
| 华大嫂      | 马运红         |
| 谢 璞       | 于 雷          |
| 莺 莺       | 马赫遥         |
| 陈 梅       | 张 玥          |
| 许丹莉      | 林子琛         |
| 多纳休      | 马 兰          |
| 陈 墨       | 闫 巍          |
| 假陈原      | 陈 辰          |
| 侯专员      | 关宝杰         |
| 许部长      | 马书良         |
| 日本少佐    | 山田晃三(日本) |
| 甜 妹       | 李梓澜         |
| 锦 儿       | 龙 洋          |
| 丁 四       | 冯海涛         |
| 吴司令      | 张邵荣         |
| 王司令      | 陈渝生         |
| 典狱长      | 杜旭东         |
| 法 官       | 薛 俨          |
| 人贩甲      | 武存玉         |
| 人贩乙      | 徐建立         |
| 小木兰      | 王培袆         |
| 小荪亚      | 毕鑫海         |
| 小曼妮      | 朱静姗         |
| 小襟亚      | 唐宇泽         |
| 小莫愁/阿梅 | 刘思媛         |
| 小迪非      | 丁警兵         |
| 少年阿宣    | 王 尊          |
| 童年阿宣    | 韩梓廷         |
| 小暗香      | 李佳锦         |

## 电视原声带
音乐原声带由中国大陆音乐家王黎光作曲：
| 曲序 | 曲目           |      | 作曲   | 演唱 |
| ---- | -------------- | ---- | ------ | ---- |
| 1.   | 木蘭花         |      | 王黎光 |      |
| 2.   | 心語1          |      | 王黎光 |      |
| 3.   | 春             |      | 王黎光 |      |
| 4.   | 夏             |      | 王黎光 |      |
| 5.   | 秋             |      | 王黎光 |      |
| 6.   | 冬             |      | 王黎光 |      |
| 7.   | 甲骨风云1      |      | 王黎光 |      |
| 8.   | 心語2          |      | 王黎光 |      |
| 9.   | 訴說           |      | 王黎光 |      |
| 10.  | 戀歌           |      | 王黎光 |      |
| 11.  | 心语3          |      | 王黎光 |      |
| 12.  | 甲古風雲2      |      | 王黎光 |      |
| 13.  | 冷月           |      | 王黎光 |      |
| 14.  | 发现（主题曲） | 朱海 | 王黎光 | 赵薇 |

赠送VCD 
- 壹——主题曲《发现》MV（赵薇版）
- 贰——经典片断节选
- 叁——珍贵拍摄花絮
- 肆——主题曲《发现》MV（剧情版）

## 获奖与提名
| 年份   | 结果 | 评奖名称                   | 奖项                           | 获奖者                                            |
| ------ | ---- | -------------------------- | ------------------------------ | ------------------------------------------------- |
| 2005年 | 獲獎 | 第五屆中國音樂金碟獎       | 最佳影視音樂                   | 王黎光                                            |
| 2005年 | 獲獎 | 第五屆中國音樂金碟獎       | 最佳影視主題曲                 | 《發現》 王黎光（作曲） 馮海（作詞） 趙薇（演唱） |
| 2006年 | 獲獎 | 第二届電視劇風雲盛典       | 年度收視冠軍                   | -----                                             |
| 2006年 | 獲獎 | 第二届電視劇風雲盛典       | 最佳製片人                     | 王鵬舉/楊善樸                                     |
| 2006年 | 獲獎 | 第二届電視劇風雲盛典       | 最佳男配角                     | 王剛                                              |
| 2006年 | 獲獎 | 第二届電視劇風雲盛典       | 內地最受歡迎女演員             | 趙薇                                              |
| 2006年 | 提名 | 第二届電視劇風雲盛典       | 最佳導演                       | 張子恩                                            |
| 2006年 | 提名 | 第二届電視劇風雲盛典       | 最佳編劇                       | 張永琛/楊曉雄                                     |
| 2006年 | 提名 | 第二届電視劇風雲盛典       | 最佳女主角                     | 趙薇                                              |
| 2006年 | 提名 | 第二届電視劇風雲盛典       | 最佳女配角                     | 潘虹                                              |
| 2006年 | 提名 | 第二届電視劇風雲盛典       | 最佳男配角                     | 寇振海                                            |
| 2006年 | 提名 | 第二届電視劇風雲盛典       | 最佳原創歌曲                   | 《發現》 王黎光（作曲） 馮海（作詞） 趙薇（演唱） |
| 2006年 | 獲獎 | 首屆中國（浙江）電視觀眾節 | 觀眾最喜愛的十佳電視劇：第一名 | -----                                             |
| 2007年 | 提名 | 第二十六屆中國電視飛天獎   | 優秀女演員                     | 趙薇                                              |

## 評價與影響
- “趙薇高貴優雅壓得住場”----《亚洲时报》[4]
- 由于华视版中的赵雅芝先入为主，本剧2004年开机时观众普遍不看好以喜剧走红的赵薇饰演大家闺秀姚木兰。在央视首播后，除了少部分观众仍然更偏爱赵雅芝版之外，有不少观众转向，认为“赵薇的表演不算完美，但绝对称得上到位”，与赵雅芝温柔贤惠不同，赵薇的姚木兰“有把握自己命运的远见和能力，因此才能在战乱中维持一个大家族的生存。从这个角度来讲，赵薇的演绎则更为接近。”[5]在调查中，超过八成网友更喜爱赵薇版的姚木兰[6]。
- 本劇集播出后在海峽兩岸均取得不俗的收視成績，并重新引發民眾對林語堂的追捧。前往台灣林語堂故居的觀眾絡繹不絕[7]。
- 著名長篇電視劇《意難忘》有一場戲是片中角色在觀看《京華煙雲》。

## 争议
- 本剧播出后，媒体和观众普遍对剧本中段的大篇幅改编不满，认为改编是一大败笔。而编剧张永琛则称：“照抄才是不尊重”[8]。
- 2006年，《京华烟云》意外落选中国电视金鹰奖，未获得一项提名，引发巨大争议，使当年金鹰奖的评选备受质疑[9]。评论界普遍认为是剧本改编不佳的缘故，而次年的中国电视剧飞天奖，全剧仅入围一项，赵薇提名优秀女演员奖。

## 電視節目的變遷
| 中央電視臺綜合頻道 黄金剧场 星期一~日 20:00 - 21:45 | 中央電視臺綜合頻道 黄金剧场 星期一~日 20:00 - 21:45 | 中央電視臺綜合頻道 黄金剧场 星期一~日 20:00 - 21:45 |
| --------------------------------------------------- | --------------------------------------------------- | --------------------------------------------------- |
|                                                     | 京華煙雲 （2005.10.18 - 2005.11.20）                |                                                     |
| 美丽的田野 （2005.9.28 - 2005.10.18）               | 家风 （2005.11.20 - 2005.12.1）                     |                                                     |
| OMNI.2 星期一~日19:00 - 20:45                       |                                                     |                                                     |
| 待查                                                | 京華煙雲 （2005.11.26- ）                           | 待查                                                |
| 民視無線台 星期六~日22:15 - 23:15                   |                                                     |                                                     |
| 待查                                                | 京華煙雲 （2006.2.25- ）                            | 待查                                                |
| 馬來西亞 Astro 8TV 星期一至五 19:30 - 20:15         |                                                     |                                                     |
| 待查                                                | 京華煙雲 （2006.5.18 - ）                           | 待查                                                |

| 台灣 人間衛視 星期六至日 20:00 - 21:00 | 台灣 人間衛視 星期六至日 20:00 - 21:00 | 台灣 人間衛視 星期六至日 20:00 - 21:00 |
| -------------------------------------- | -------------------------------------- | -------------------------------------- |
|                                        | 京華煙雲 （2012.09.29 - 2013.01.20）   |                                        |
| 凝香劫(重播)                           | 未定 （2013.01.26 - 2013.）            |                                        |